# Mono-Werke
Mono-Werke Roger & Niebuhr, Automobil- und Maschinenfabrik war ein deutscher Hersteller von Automobilen mit Sitz in Hamburg.

## Unternehmensgeschichte
Das Unternehmen begann 1909 mit der Produktion von Automobilen. Der Markenname lautete Mono. 1912 endete die Produktion.

## Fahrzeuge
Das einzige Modell war der 6/16 PS. Für den Antrieb sorgte ein Vierzylindermotor.